# Ovide de Rémilly
 (octobre 2009).
Ovide de Rémilly est un avocat et homme politique français né le 18 novembre 1800 à Versailles et mort le 9 mai 1875 à Versailles.
Son patronyme ne comporte pas de particule, comme l'indique sa notice personnelle diffusée par l'Assemblée nationale.
Il signe les registres de l'état-civil sans particule.

## Biographie
- Clerc de Notaire puis avocat en 1829,
- Directeur des affaires municipales de 1852 à 1861.

## Mandats électifs
- Maire-adjoint de Versailles de 1834 à 1837,
- Maire de Versailles de 1837 à 1848 et de 1852 à 1861,
- Député de Seine-et-Oise de 1839 à 1851,
- Conseiller général de Seine-et-Oise.

## Distinctions
- Commandeur de la Légion d'honneur en 1861.

## Divers
Maire durant près de vingt années, Ovide Rémilly fut à l'origine[réf. nécessaire] :
- De la construction des halles de Versailles dans le quartier Notre-Dame,
- D'infrastructures à vocation sociale : Maison de Providence (maison de retraite), transformation de la maison de charité (hôpital) en l'hôpital Richaud,
- D'infrastructures à but culturel : deux bâtiments de la bibliothèque municipale,
- De l'extension du quartier de Clagny,
- De l'acquisition de l'actuelle mairie,
- De différents travaux de voirie : pavage des rues de Versailles, aménagement des trottoirs de cette même ville, installations d'égouts et de fontaines, promenade à Satory,
- D'un espace vert place Hoche ; en mémoire de son père, il fit ériger au centre de ce jardinet une statue du général Hoche, né dans la capitale royale en 1768.

## Sources
- « Ovide de Rémilly », dans Adolphe Robert et Gaston Cougny, Dictionnaire des parlementaires français, Edgar Bourloton, 1889-1891 [détail de l’édition]